# Anna Lisa Baroni
Pour les articles homonymes, voir Baroni.
Anna Lisa Baroni, née le 20 octobre 1959 à Mantoue (Italie), est une femme politique italienne.

## Biographie
Anna Lisa Baroni naît le 20 octobre 1959 à Mantoue.
Elle est élue députée lors des élections générales de 2018.